# إدوارد لورنس مارك
إدوارد لورنس مارك (بالإنجليزية: Edward Laurens Mark) هو عالم حيوانات أمريكي، ولد في 30 مايو 1847، وتوفي في 16 ديسمبر 1946.